# Reichsmarschall

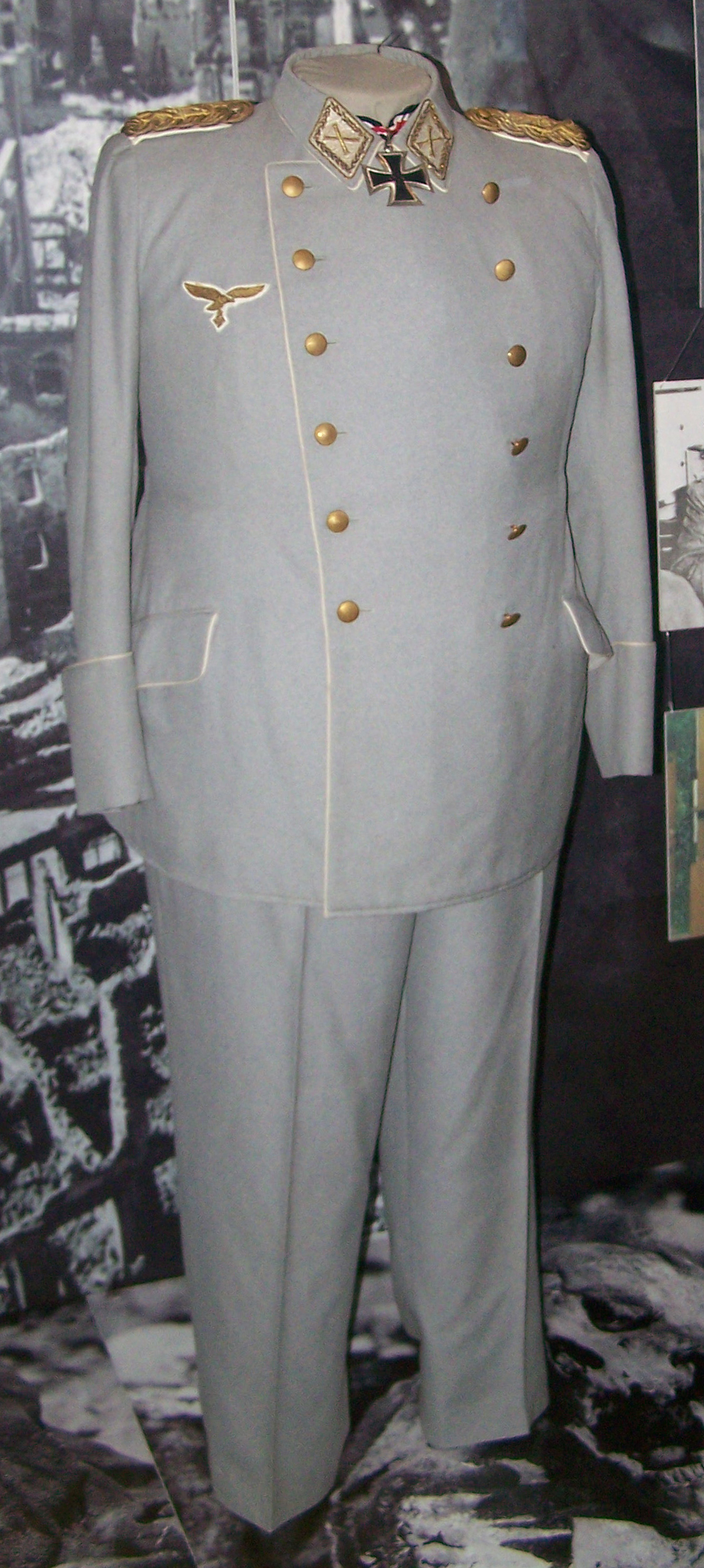
Uniforma de Reichsmarschall originală purtată de Göring

Reichsmarschall sau Erzmarschall a fost un grad militar superior celui de Generalfeldmarschal, creat de Hitler prin decretul din 19 iulie 1940 special pentru Hermann Göring (Reichsmarschall des Großdeutschen Reiches), pe care în 1941 l-a desemnat ca succesor al său la conducerea Germaniei naziste.
Gradul de Reichsmarschall atribuit lui Göring în timpul celui de-al Doilea Război Mondial, unicul militar german care a fost înaintat la acest grad, a fost un grad formal, el neprimind și autoritatea de comandă supremă în Wehrmacht. Prin acest grad, se intenționa scoaterea în evidență a poziției sale de al doilea om în stat.